# Clarkton (Misuri)
Clarkton es una ciudad ubicada en el condado de Dunklin en el estado estadounidense de Misuri. En el Censo de 2010 tenía una población de 1288 habitantes y una densidad poblacional de 440,48 personas por km².

## Geografía
Clarkton se encuentra ubicada en las coordenadas 36°27′7″N 89°58′5″O / 36.45194, -89.96806. Según la Oficina del Censo de los Estados Unidos, Clarkton tiene una superficie total de 2.92 km², de la cual 2.92 km² corresponden a tierra firme y (0%) 0 km² es agua.

## Demografía
Según el censo de 2010, había 1288 personas residiendo en Clarkton. La densidad de población era de 440,48 hab./km². De los 1288 habitantes, Clarkton estaba compuesto por el 84.32% blancos, el 5.05% eran afroamericanos, el 0.31% eran amerindios, el 0% eran asiáticos, el 0% eran isleños del Pacífico, el 8.15% eran de otras razas y el 2.17% pertenecían a dos o más razas. Del total de la población el 9.78% eran hispanos o latinos de cualquier raza.